# Diplomatenrecht
Diplomatenrecht, Diplomatisches Recht (früher Gesandtschaftswesen bzw. Gesandtschaftsrecht) ist die Gesamtheit der Rechtsnormen, die die Tätigkeit der diplomatischen Missionen und diplomatischen Vertretungen regeln.
Diplomatenrecht ist ein Rechtsgebiet des Völkerrechts. Das Wiener Übereinkommen über diplomatische Beziehungen (WÜD) kodifizierte das gewohnheitsrechtlich entwickelte Diplomatenrecht. Es wurde nach Vorarbeiten der Völkerrechtskommission der UNO am 18. April 1961 in Wien abgeschlossen und ist seit dem 24. April 1962 in Kraft. Das Abkommen regelt den diplomatischen Verkehr einschließlich Immunitäten der Diplomaten.

## Untergebiete
Man unterscheidet zwischen dem internationalen und dem nationalen Diplomatenrecht:
- Internationales Diplomatenrecht (Völkerrecht) regelt auf der internationalen Ebene (der Staaten).
- Nationales Diplomatenrecht ist ein Teil des Verwaltungsrechts und regelt den diplomatischen Dienst (Auslandsdienst), die diplomatischen Ränge (Beamtenkarriere), diplomatisches Protokoll etc.